# The Sentinel (televisieserie)
The Sentinel is een Amerikaanse televisieserie.
De serie was ontworpen door Danny Bilson & Paul De Meo en liep van 1996 tot 1999.

## Verhaal
Na enkele maanden te hebben verbleven in een Peruviaanse jungle als Amerikaanse strijdkracht, heeft detective Jim Ellison hyperactieve zintuigen ontwikkeld die hij gebruikt om misdaadzaken op te lossen in de fictieve stad Cascade. Hij krijgt de hulp van een antropoloog aan de Rainier Universiteit, Blair Sandburg, die hem helpt zijn zintuigen te controleren en ook mee de zaken oplost. De enige die nog zijn speciale zintuigen kent is zijn kapitein, Simon Banks.

## Rolverdeling
- Richard Burgi - Det. Jim Ellison
- Garett Maggart - Blair Sandburg
- Bruce A. Young - Kapt. Simon Banks
- Kelly Curtis - Lt. Carolyn Plummer
- Ryf Van Rij - Det. Rafe
- Ken Earl - Joel Taggert
- Lesley Ewen - Serena
- Anna Galvin - Megan Connor
- Henni Brown - Det. Brown
- Kendall Cross - Rhonda

## Trivia
De serie werd gefilmd in Vancouver (Brits-Columbia, Canada).